# Falmouth, Pennsylvania
Falmouth är en ort i Lancaster County i delstaten Pennsylvania, USA.